# Mojen
Mojen (farsi مجن) è una delle città di Tabari (Mazandarani) nella provincia iraniana di Semnan, che si trova nel nord-ovest della città di Shahroud. L'origine del popolo di Mojen (gruppo etnico Tabari) è Mazandarani, e provengono dalle quattro tribù di immigrati di Tabari, Gorgani, Hazarjeribi, Kiasri ed Elikai, e parlano il dialetto Mojen, che è un dialetto del dialetto Mazandarani Sta cambiando, perché il dialetto Tabari di questa città è stato fortemente influenzato dalla lingua persiana Shahroudi, tuttavia, il dialetto Tabari di Mojen conserva ancora la sua identità e cultura Mazandarani, tradizioni e antenati, e ancora la cultura Tabari, i costumi e le tradizioni di questa città è ancora in piedi. Prima della divisione del paese, Mojen faceva parte della provincia di Mazandaran e il suo centro era la città di Sari.